# Глиптотека (Мюнхен)
Мюнхенская глиптотека (нем. Münchener Glyptothek) — собрание произведений древнегреческой и древнеримской скульптуры в собственности земли Бавария. Глиптотекой называют и само здание в Мюнхене, в котором размещается собрание. Шедеврами коллекции Глиптотеки по праву считаются «Фавн Барберини» и приобретённые в 1813 году ценные фигуры с фронтонов храма Афайи с острова Эгина, так называемые «эгинеты».
Новая глиптотека Карлсберга в Копенгагене была названа по примеру мюнхенской глиптотеки.

## Здание
Здание Глиптотеки было возведено в северной части площади Кёнигсплац в 1816—1830 годах по заказу кронпринца Людвига, будущего короля Людвига I. Площадь Кёнигсплац спроектирована в 1815—1816 годах архитектором Лео фон Кленце при участии Карла фон Фишера.

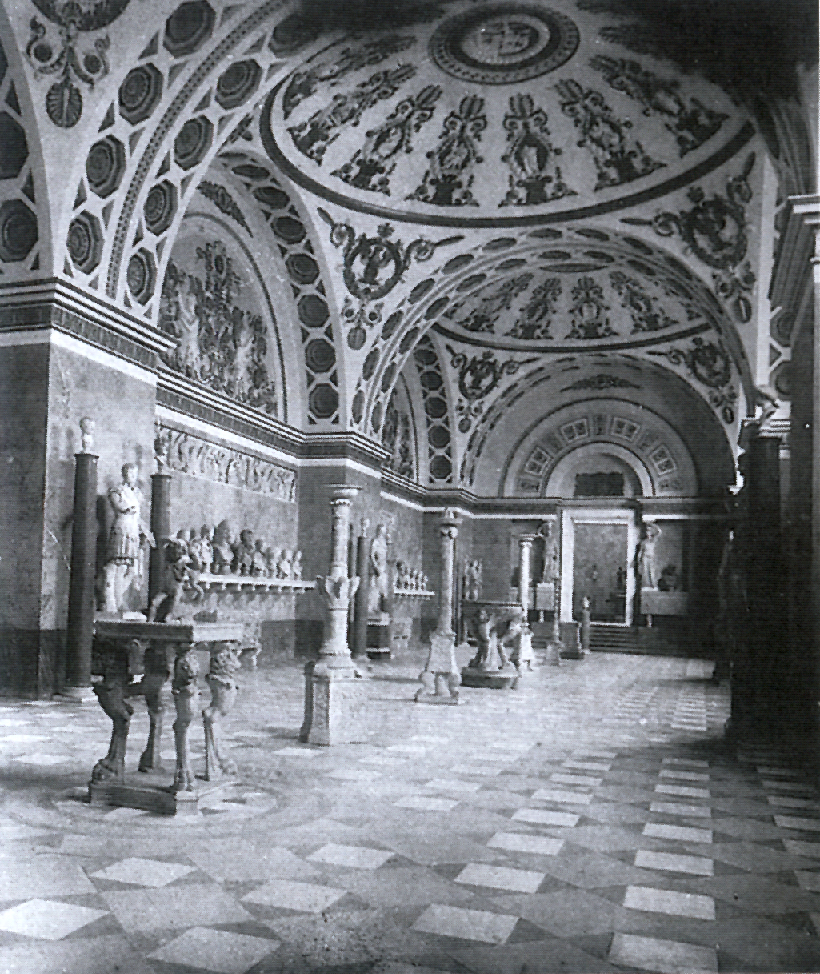
Интерьер Глиптотеки. 1900

Тринадцать залов прямоугольной, квадратной и круглой форм окружают внутренний двор, центральная часть здания возвышается над залами. Входной портик поддерживают двенадцать ионических колонн. Скульптурная группа на фронтоне работы Иоганна Мартина фон Вагнера посвящена богине Афине, покровительнице пластических искусств. Внешние стены здания украшены скульптурами в нишах, окна здания обращены во внутренний двор. Скульптуры изображают мифических и исторических представителей искусств. На фасаде, обращённом к Кёнигсплац, находятся скульптуры Дедала, Прометея, Адриана, Перикла, Фидия и Гефеста. На западной и восточной стороне здания разместились скульптурные портреты зодчих эпохи Ренессанса и скульпторов-современников создания Глиптотеки (в том числе Торвальдсен и Канова), чьи произведения ранее экспонировались в зале Новейшего искусства, а позднее переместились в «Новую пинакотеку».
Перед зданием установлена огромная статуя богини Афины (условный макет, показывающий, согласно концепции Кленце и Г. Земпера, полихромную раскраску древнегреческих статуй). В интерьерах Кленце, на основе археологических изысканий на Афинском акрополе, имитировал античную технику кладки стен и сводов, а затем закрыл кладку слоем штукатурки и фресками в «помпейском стиле».
Во время Второй мировой войны здание Глиптотеки было разрушено и открылось для посетителей вновь в 1972 году. Созданные Петером Корнелиусом в 1820—1830 годах. знаменитые фрески с изображением древнегреческих богов оказались безвозвратно утерянными. Сохранились лишь отдельные фрагменты, а в Национальной галерее в Берлине хранятся эскизы к этим фрескам. Не был восстановлен после войны и Ассирийский зал, созданный фон Кленце в 1864 году во внутреннем дворике музея. Восемь ассирийских рельефов и вавилонские львы в настоящее время находятся в экспозиции Государственного музея египетского искусства. Огромная колонна, установленная во внутреннем дворике, раньше в ряду других украшала вход в здание Античного собрания.

## Коллекция
Собрание скульптур, мозаики и рельефов Глиптотеки охватывает период от архаики (ок. 650 г. до н. э.) до позднего Рима (ок. 400 н. э.). Своим существованием коллекция обязана в первую очередь королю Людвигу I, который ещё кронпринцем с 1804 г. занялся систематическим приобретением произведений античной скульптуры. Мартин фон Вагнер, советник Людвига по вопросам искусства, приобрёл в 1813 году «Фавна Барберини» в Риме, а в 1814 году «эгинеты», ценнейшие фронтонные фигуры храма Афины-Афайи на острове Эгина в Греции. Лео фон Кленце на аукционе в Париже в 1815-16 годах приобрёл обнаруженные в Риме изображения богини Эйрены и Диомеда, а «Илионей» из пражской коллекции Рудольфа II Людвиг приобрёл для своей коллекции в Вене в 1814 г. сам. Затем последовали дальнейшие приобретения, как, например, в 1853 году — «Аполлон Тенейский» и так называемый «мюнхенский курос». Приобретённый в 1938 году знаменитый «Дискобол из Эсквилина» («Дискобол» Мирона) через десять лет под давлением американских оккупационных властей был возвращён в Италию.

### Архаический период (700—490 гг. до н. э.)
Основные произведения этого периода — ранние древнегреческие статуи юношей, в частности «мюнхенский курос» (юноша из Аттики, ок. 540 г. до. н. э.) и «Аполлон Тенейский» (юноша из Коринфа, ок. 560 г. до н. э.), а также эгинеты (фронтонные фигуры из храма Афайи на острове Эгина, ок. 500 г. до н. э.)

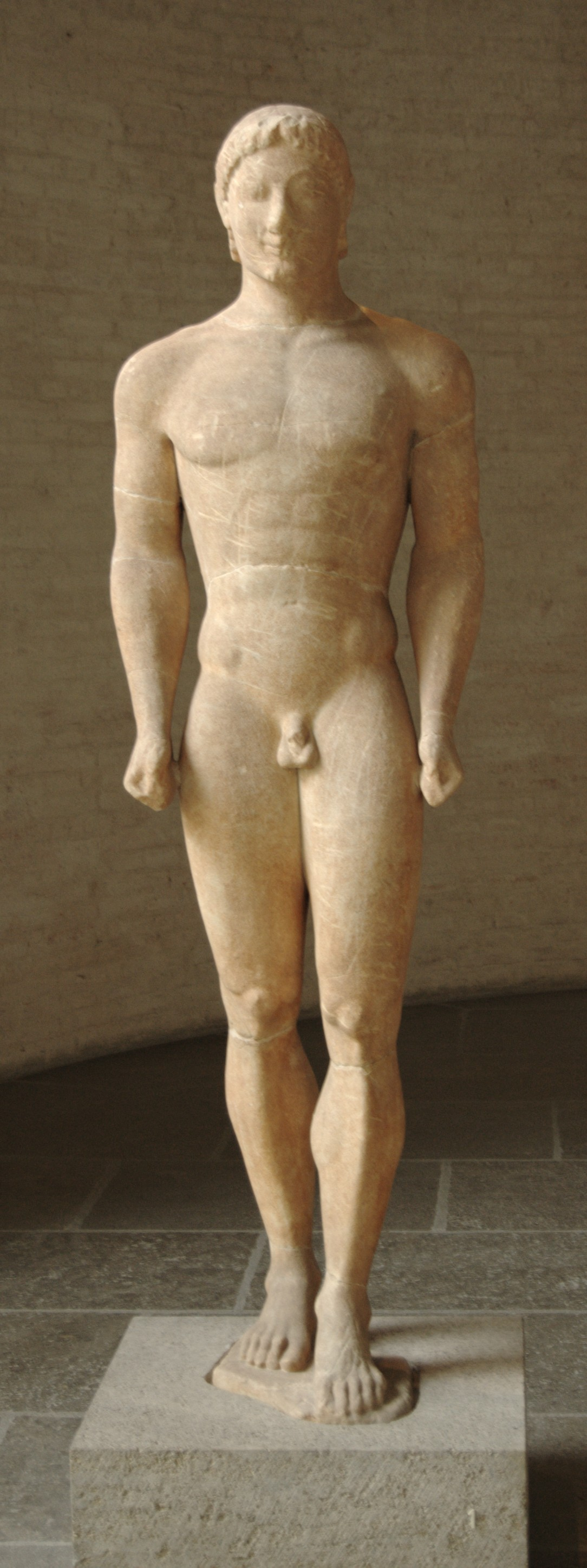
«Мюнхенский курос»
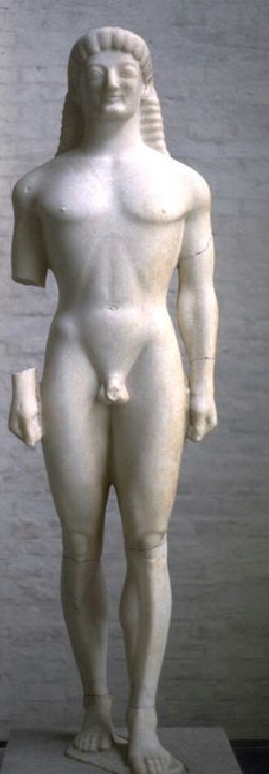
«Аполлон Тенейский»
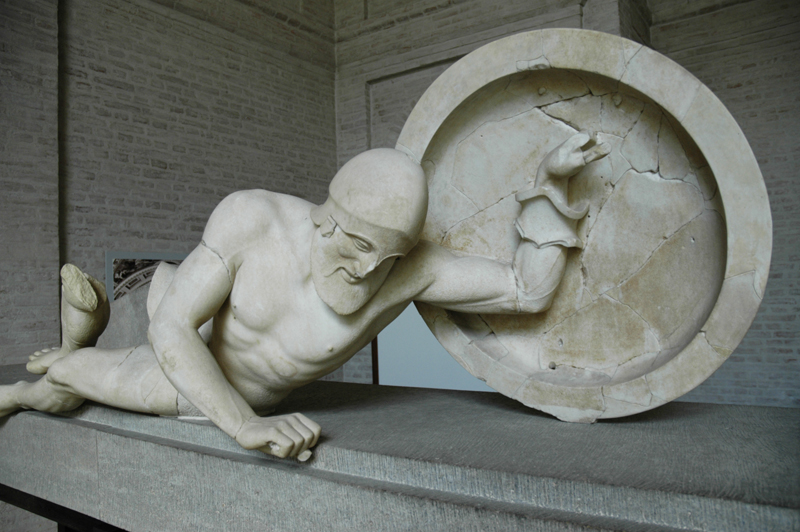
Эгинет из храма Афайи
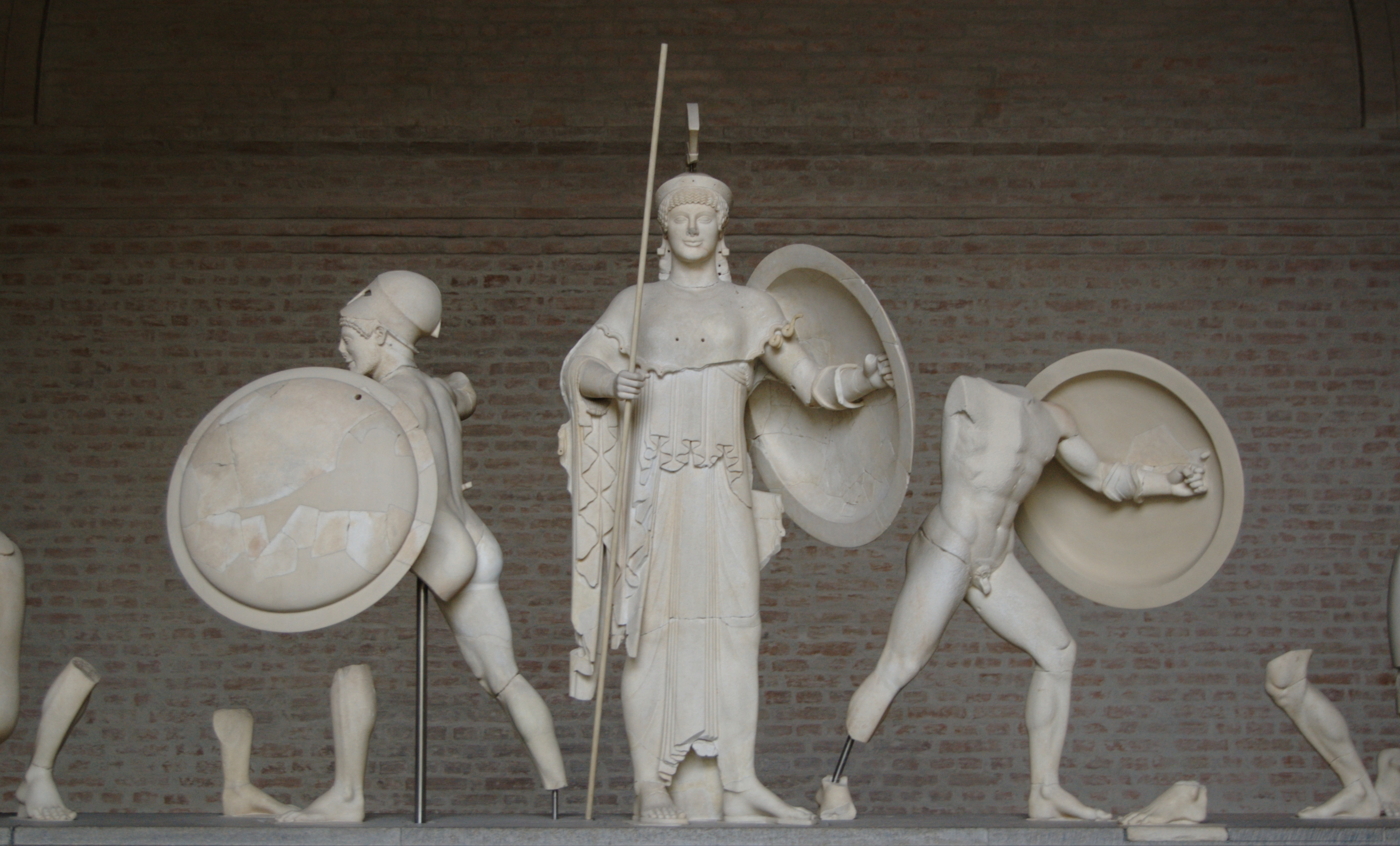
Скульптурная группа. Центральный фронтон храма Афайи

### Классический период (490—323 гг. до н. э.)
К наиболее известным экспонатам этого периода относятся изображения Гомера (460 г. до н. э.), статуя Диомеда (430 г. до н. э.), «Медуза Ронданини» (440 г. до н. э.), надгробная стела Мнесарет (380 г. до н. э.), статуя Эйрены (370 г. до н. э.), статуя Александра Великого («Александр Ронданини») (ок. 338 г. до н. э.) и статуя коленопреклонённого юноши Илионея (ок. 320 г. до н. э.).

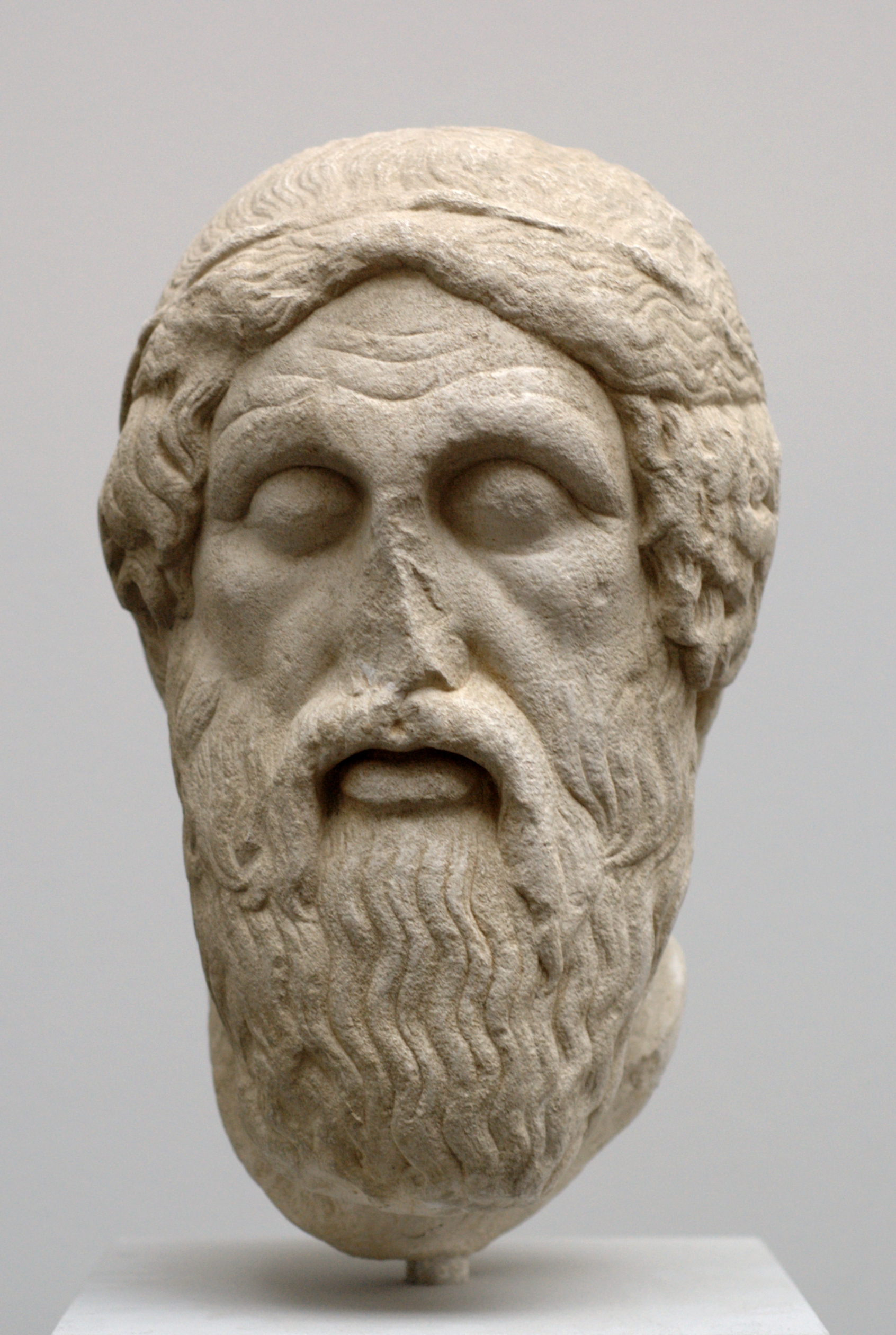
«Гомер»
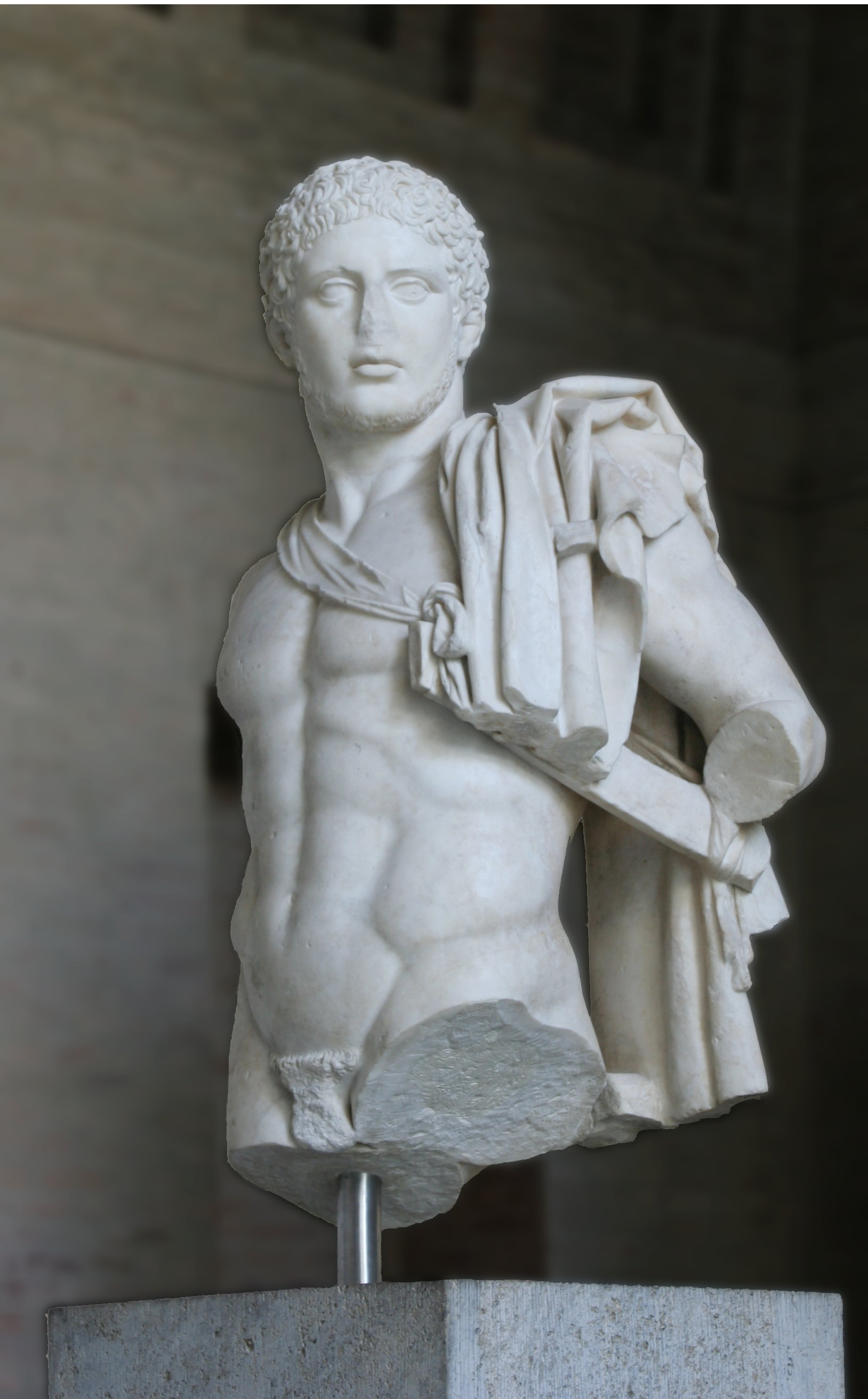
«Диомед»
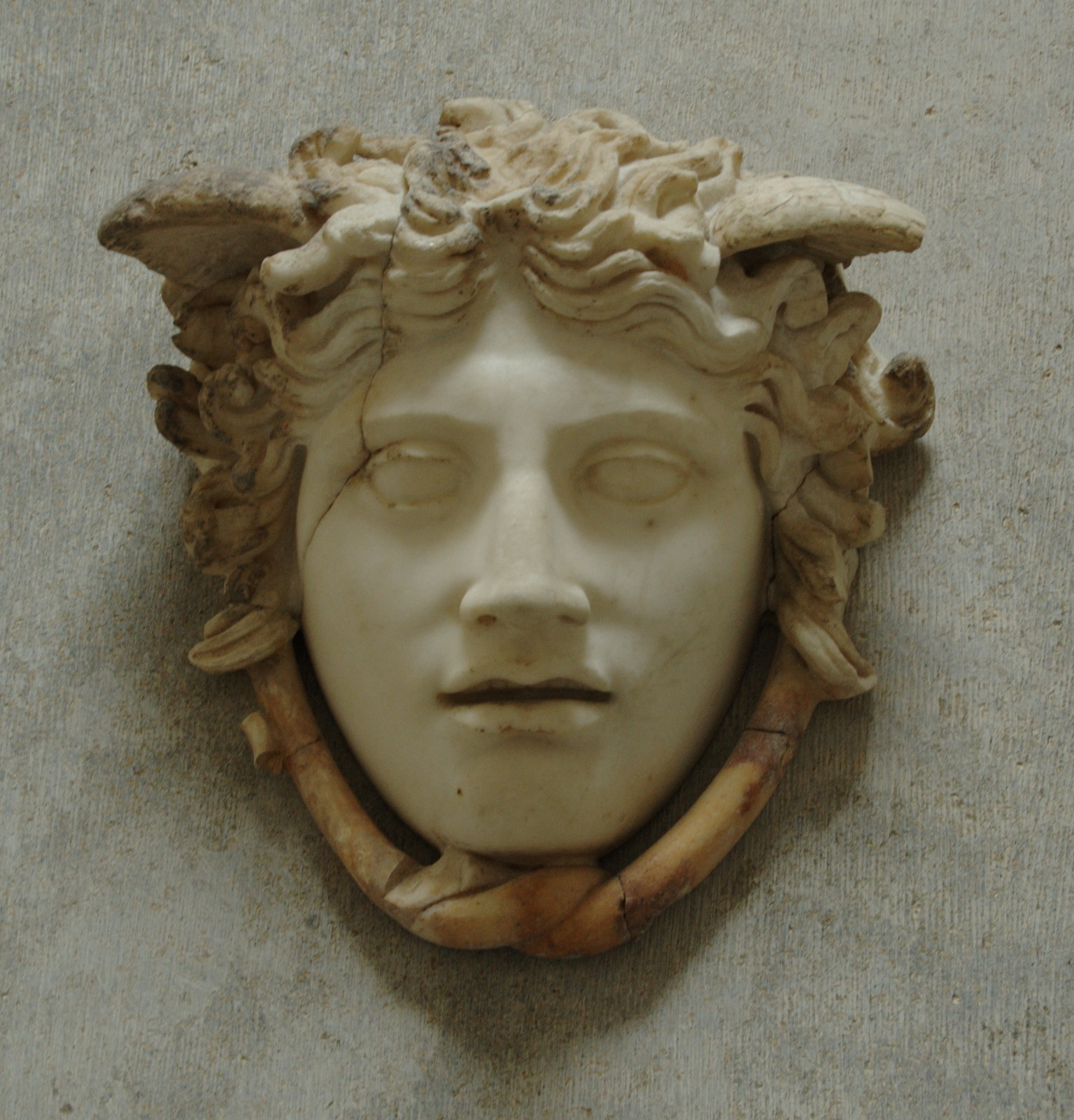
«Медуза Ронданини»
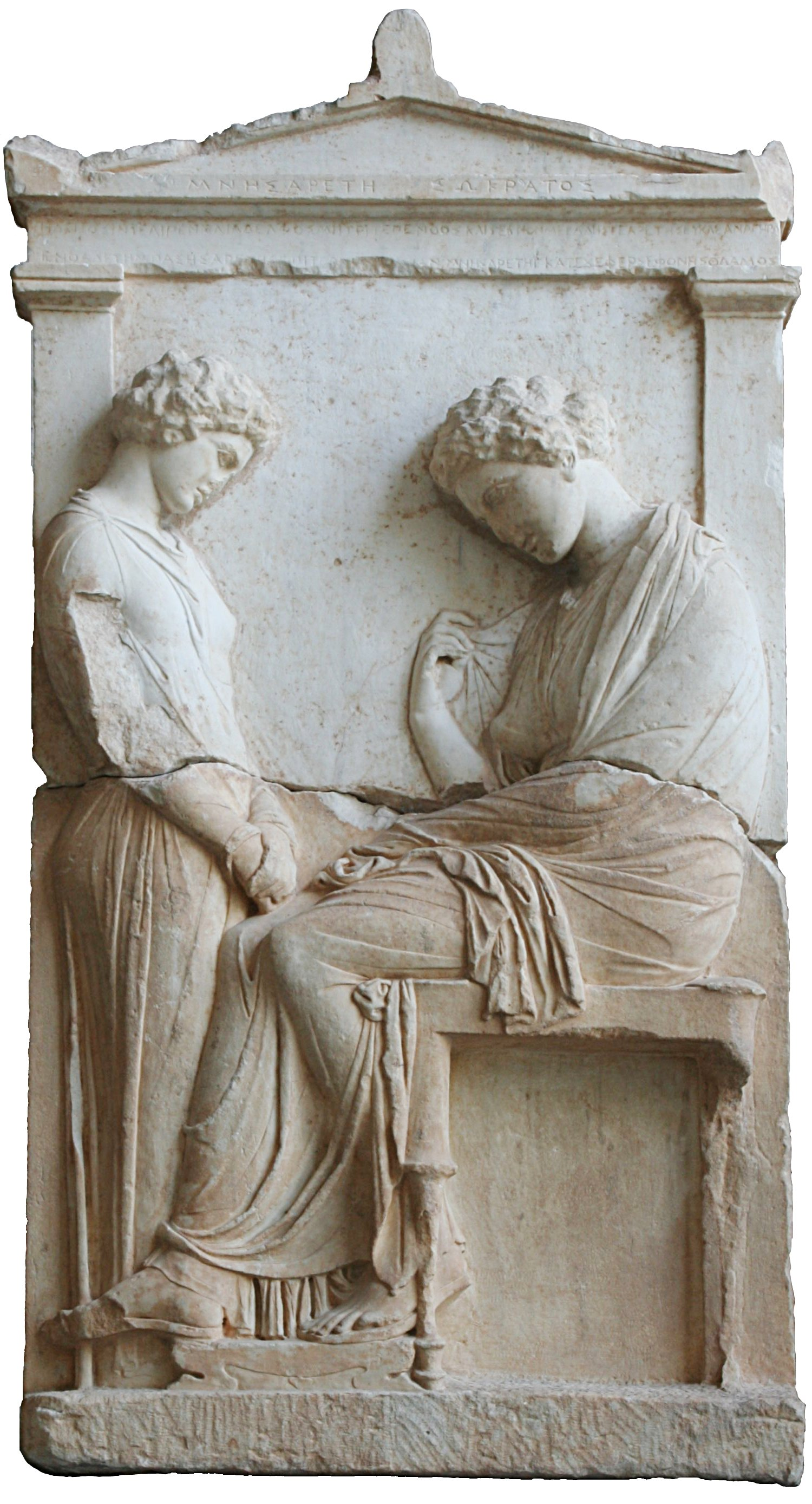
Надгробная стела Мнесарет
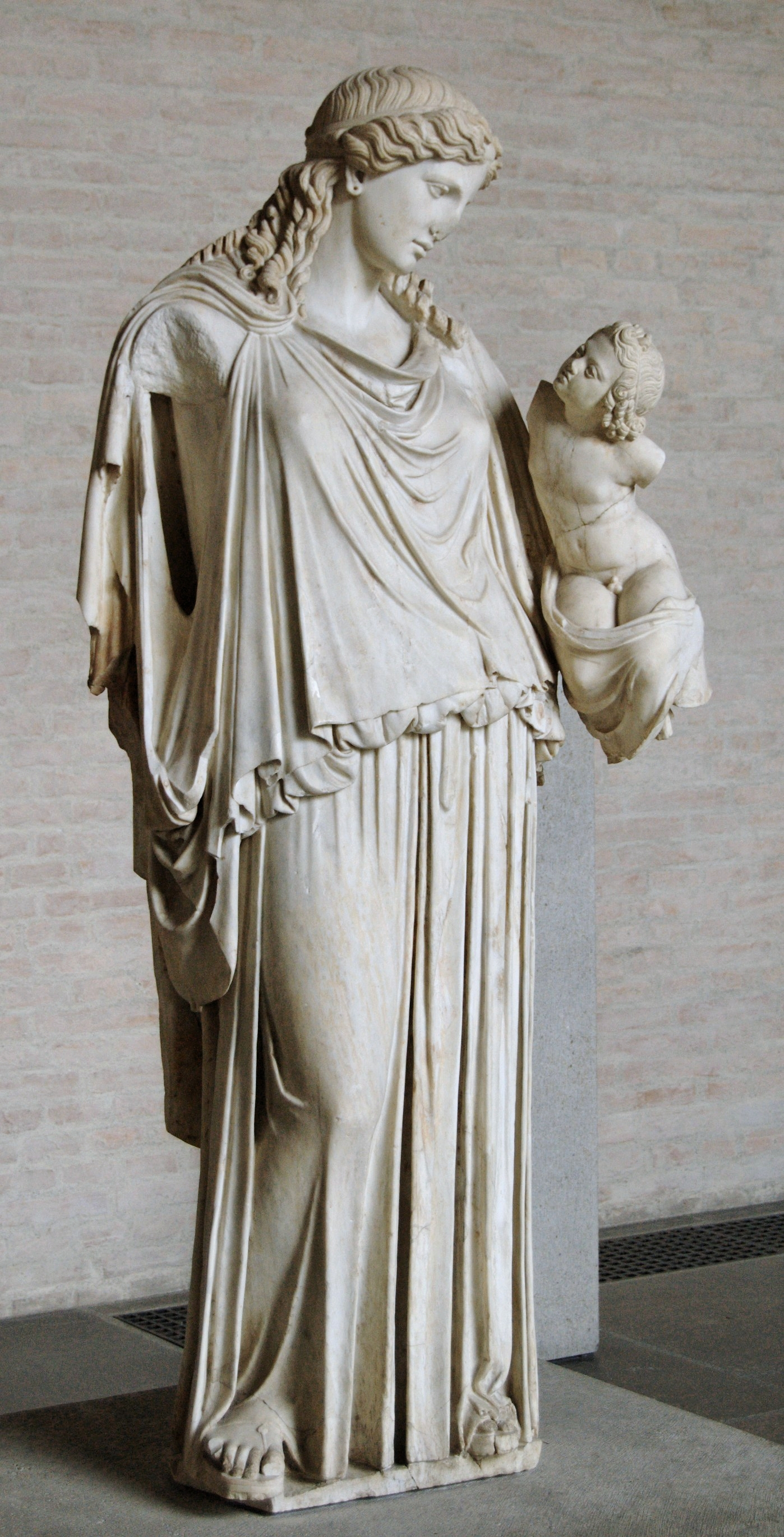
«Эйрена»
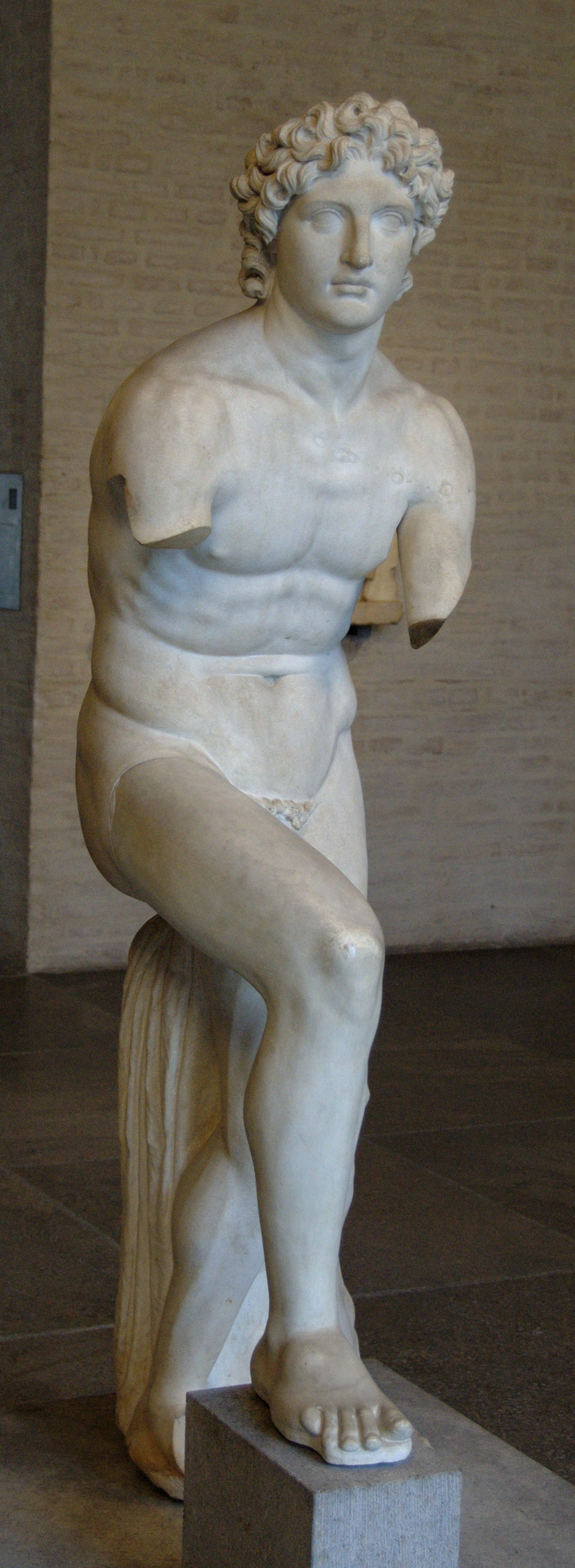
«Александр Ронданини»

### Эллинистический период(326—146 гг. до н. э.)
Этот период в экспозиции музея представляет всемирно известный «Фавн Барберини» (220 г. до н. э.). К этому же периоду относятся известные римские копии греческих скульптур: «Мальчик с гусем» (ок. 250 г. до н. э.) и «Старая пьяница» (ок. 200 г. до н. э.).

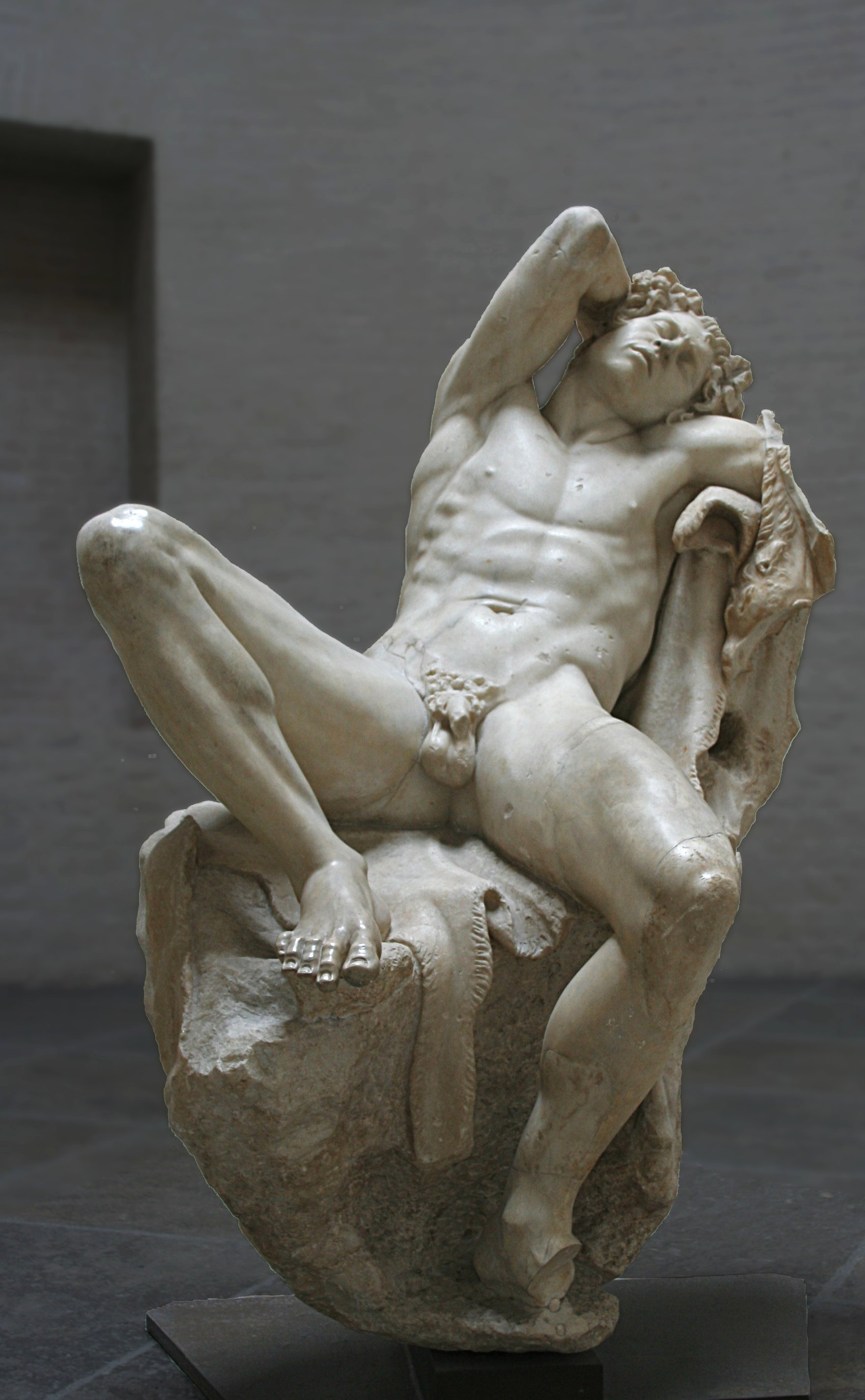
«Фавн Барберини»
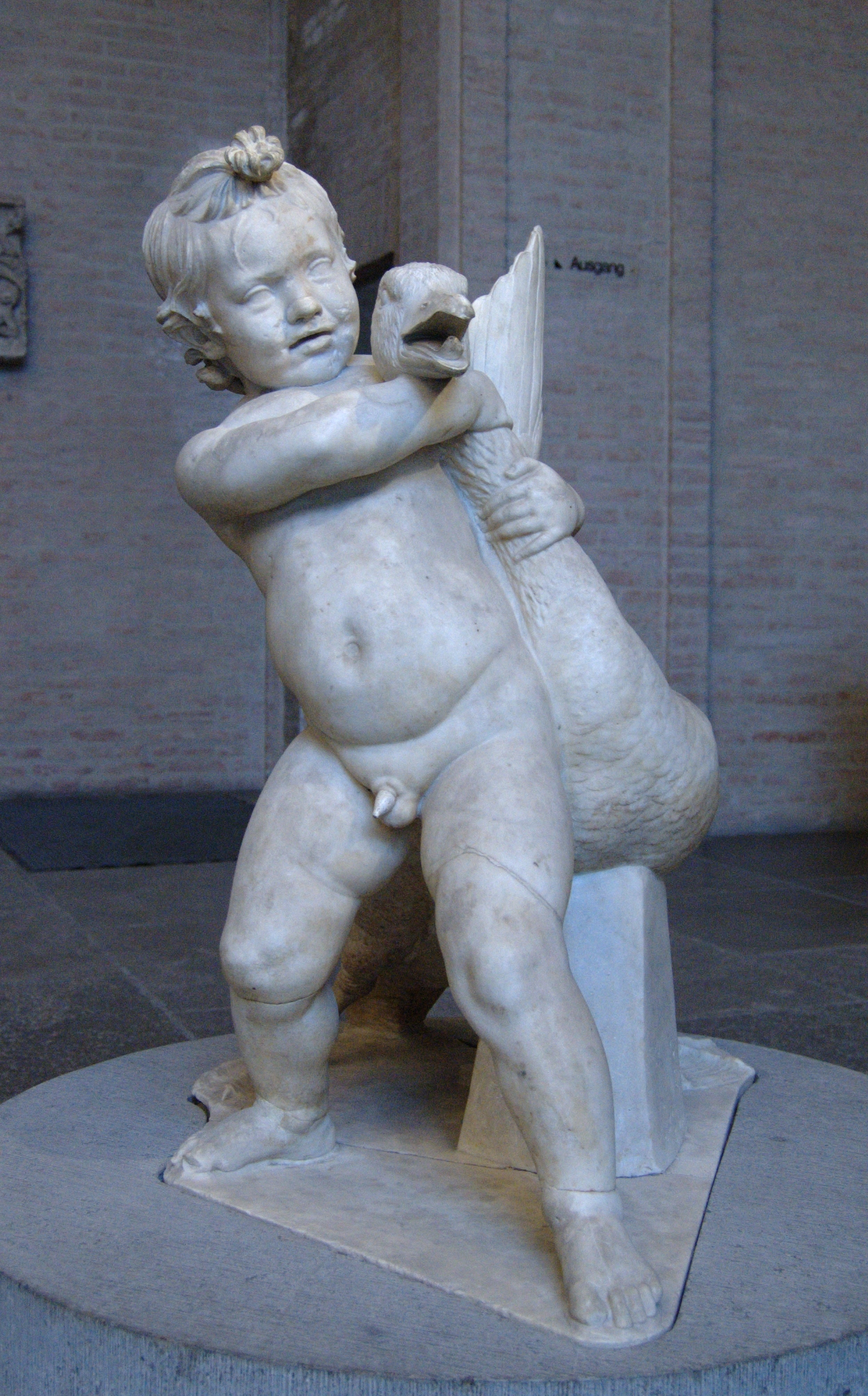
«Мальчик с гусем»
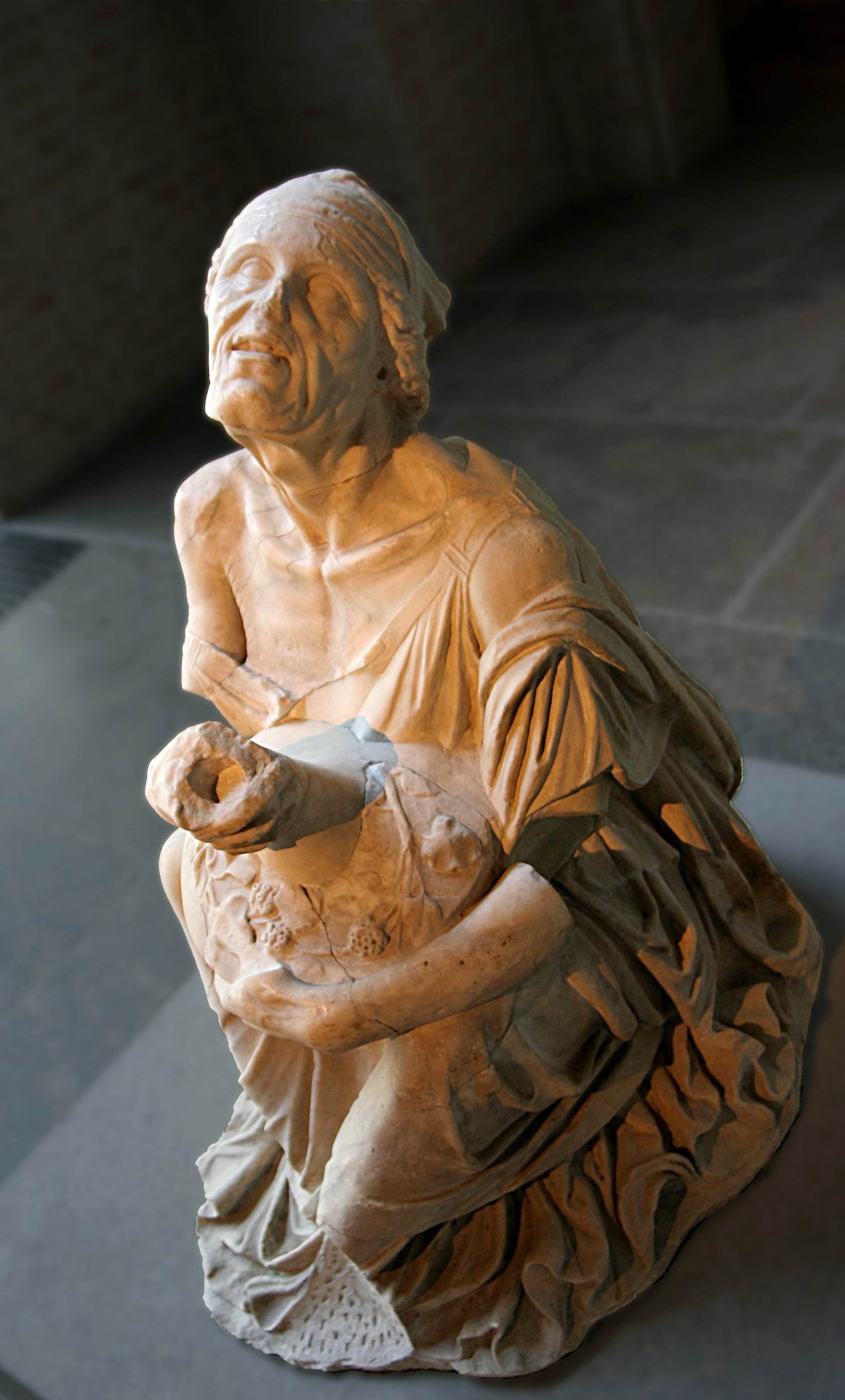
«Старая пьяница с лагиносом»

### Римская скульптура (150 г. до н. э. — 400 г. н. э.)
В классическом римском стиле выполнена «Голова юноши» из бронзы (начало н. э.). В Глиптотеке представлена обширная коллекция римских бюстов, среди них — наиболее известные Мария и Суллы (ок. 40 г до н. э.), а также императора Августа (ок. 40 г н. э.), Нерона (65 г н. э.), Септимия Севера (200 г. н. э.) и его супруги Юлии Домны (195 г. н. э.). Одна из статуй с ремнём от щита возвеличивает принца Домициана (75 г н. э.).

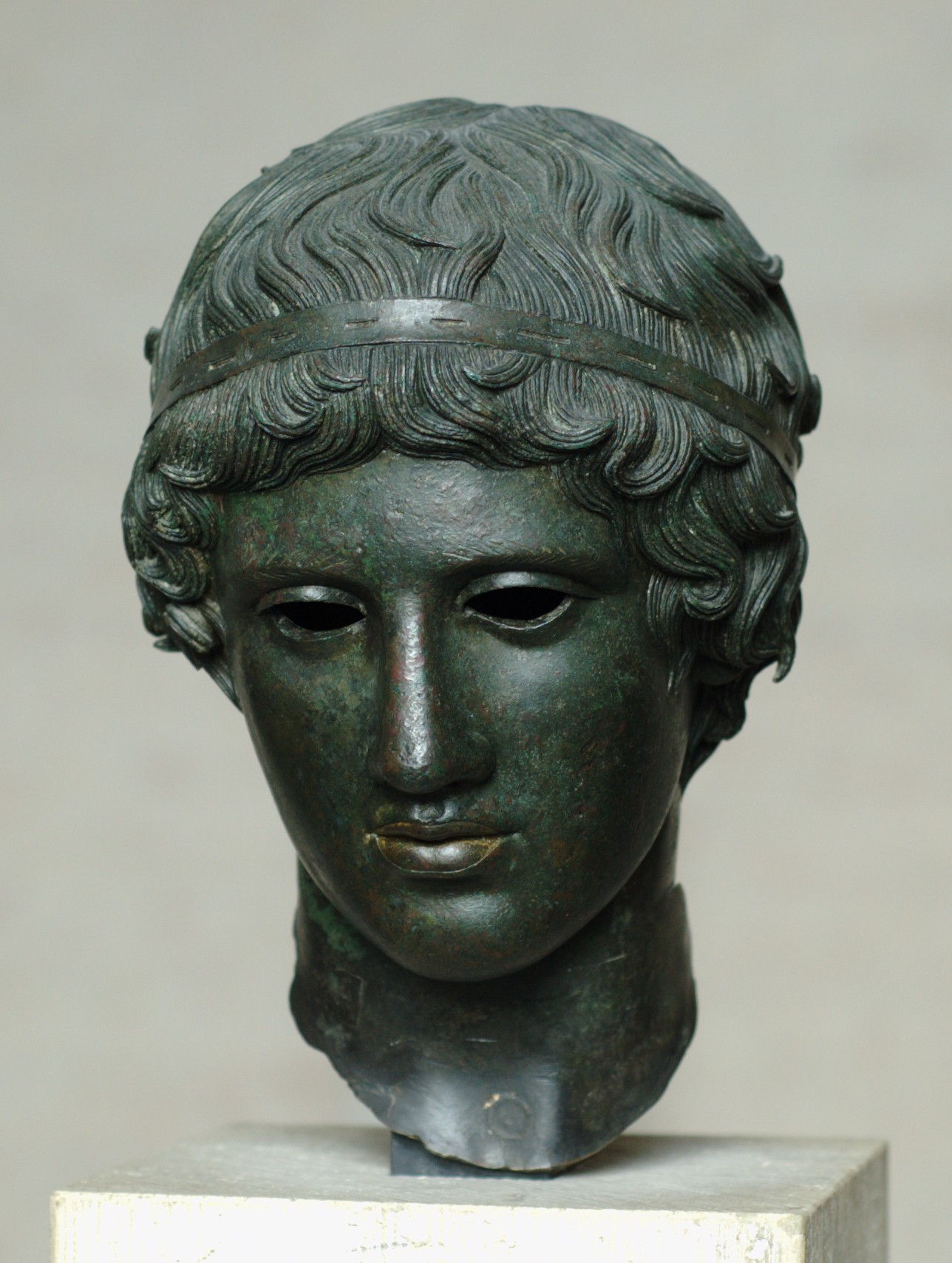
Бронзовая голова юноши
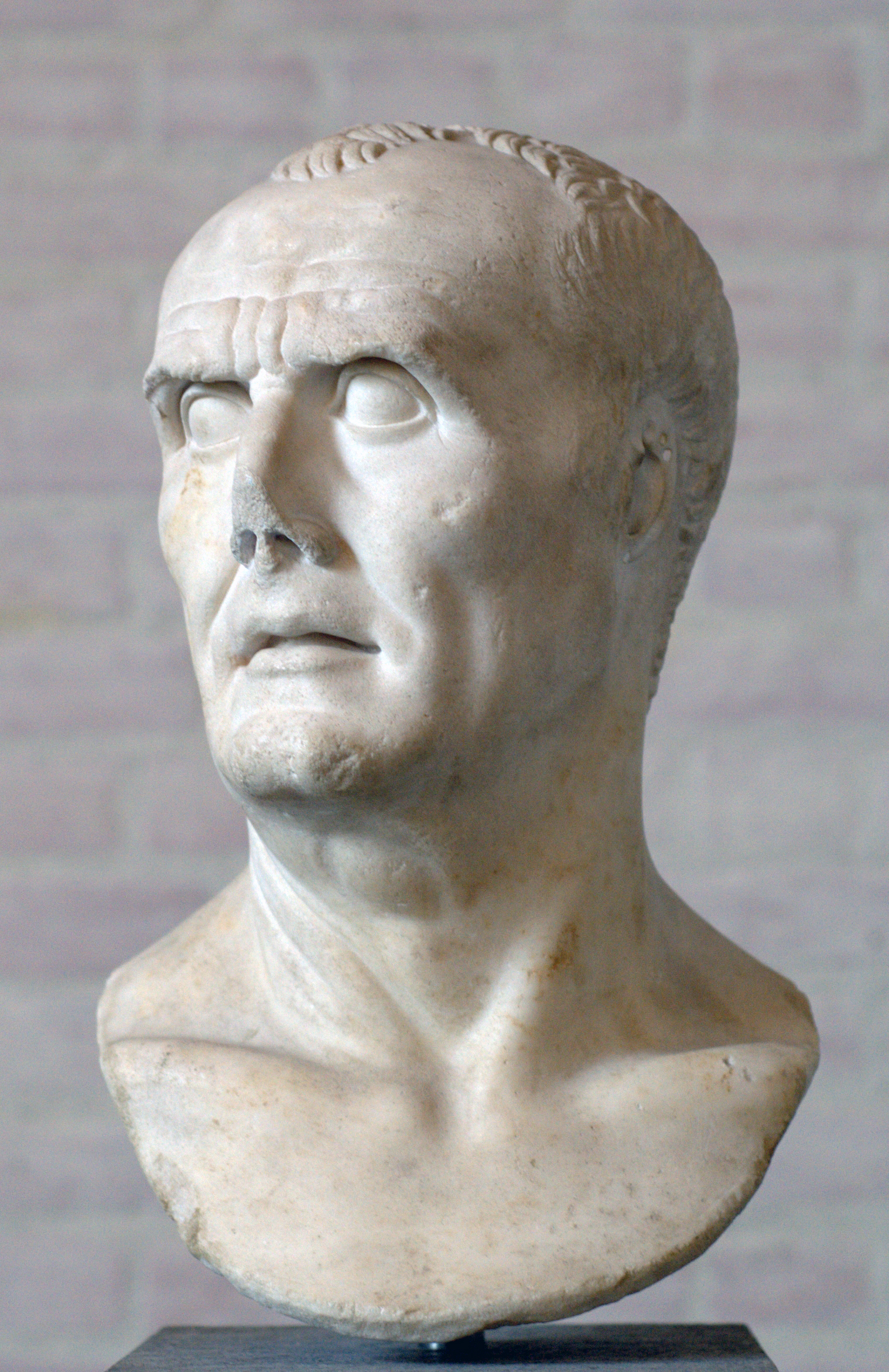
Марий
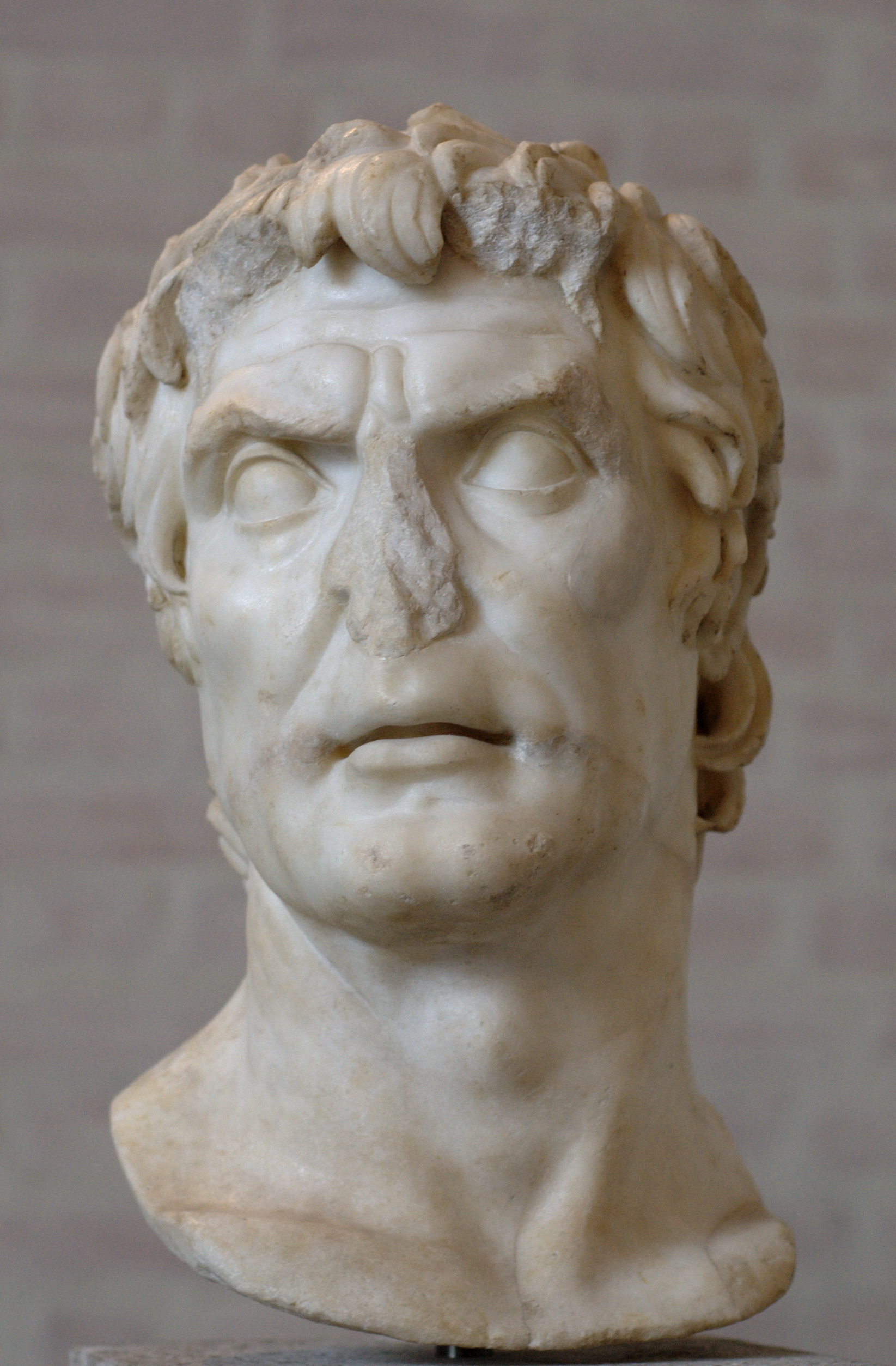
Сулла
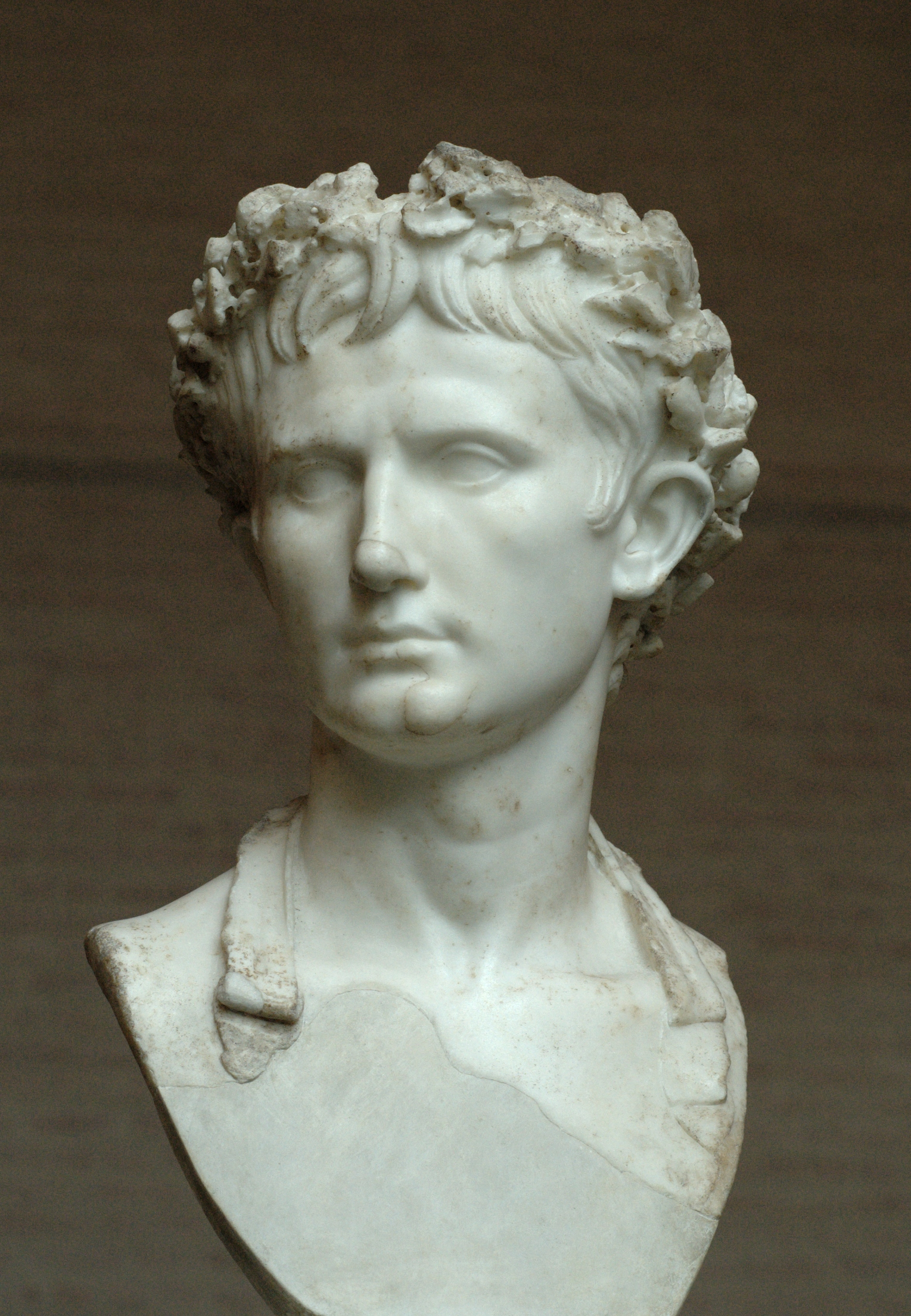
Император Август
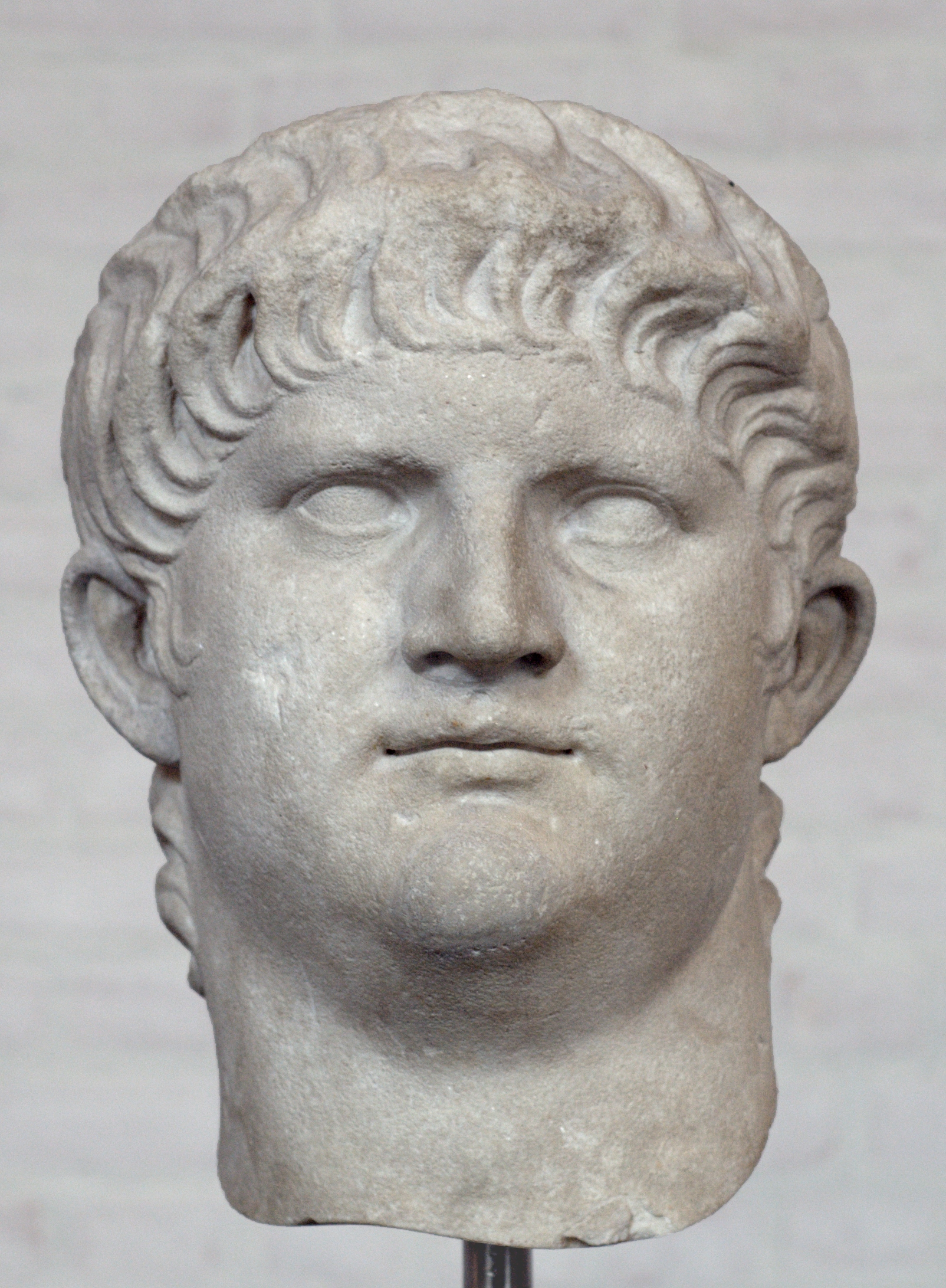
Нерон
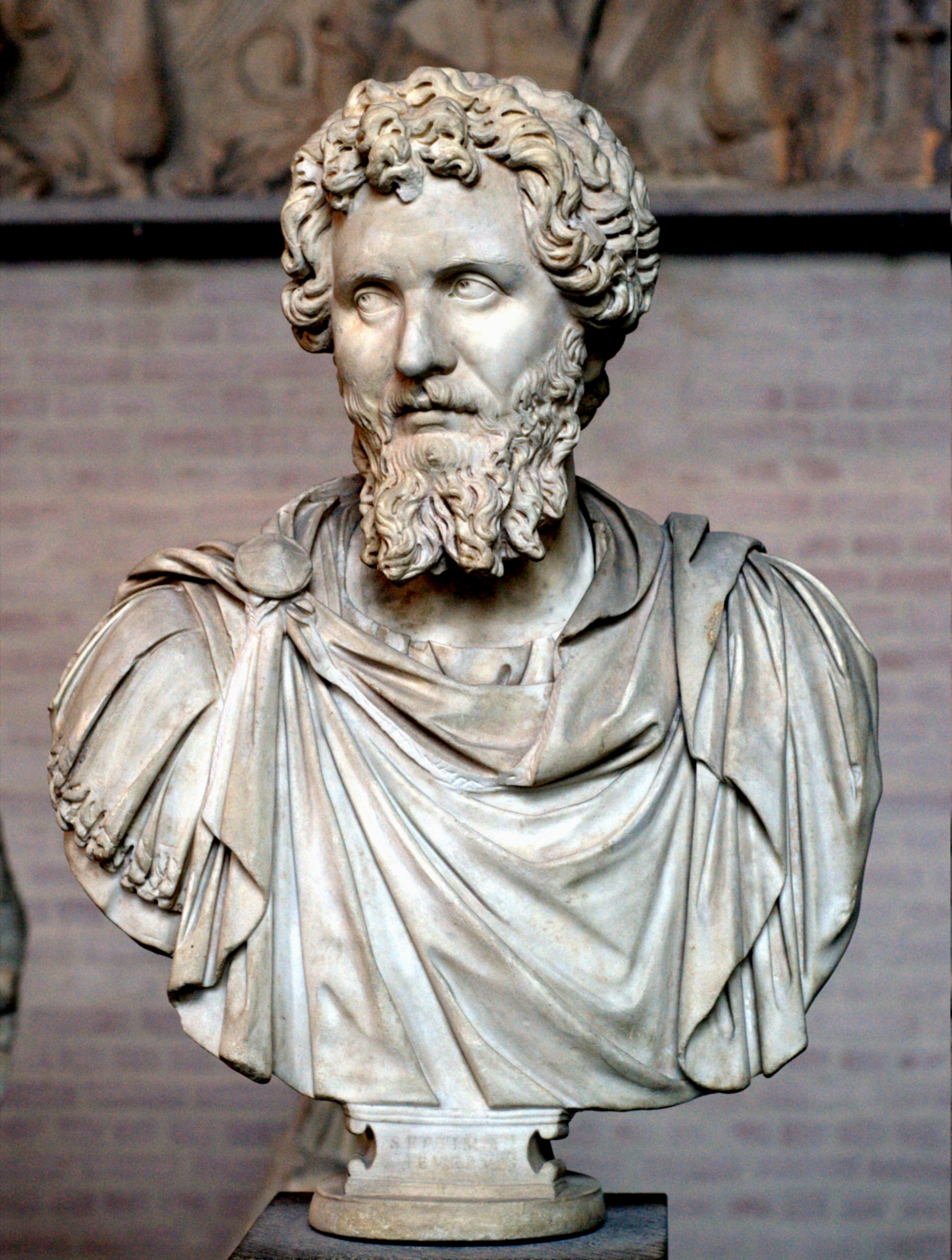
Септимий Север
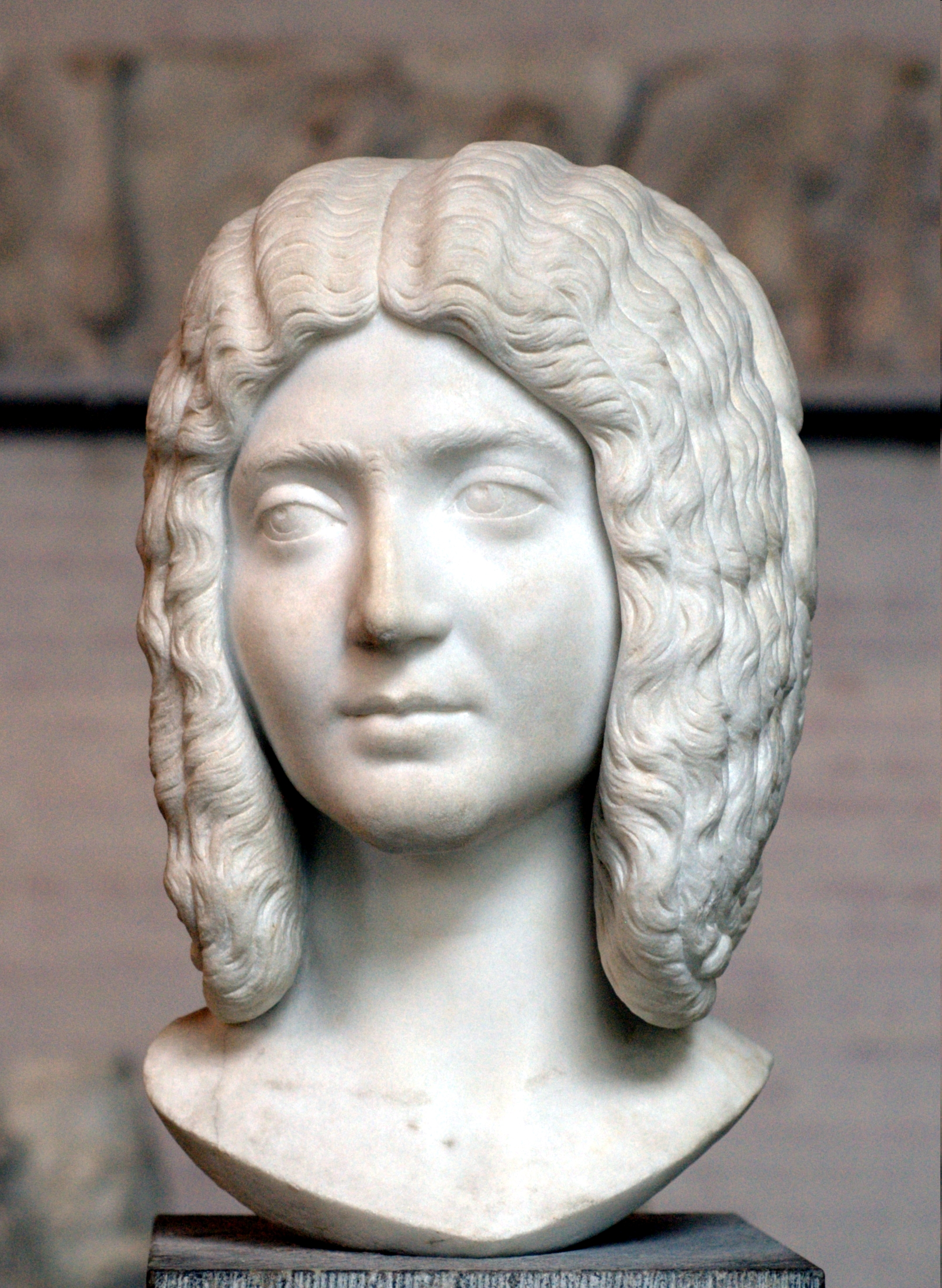
Юлия Домна
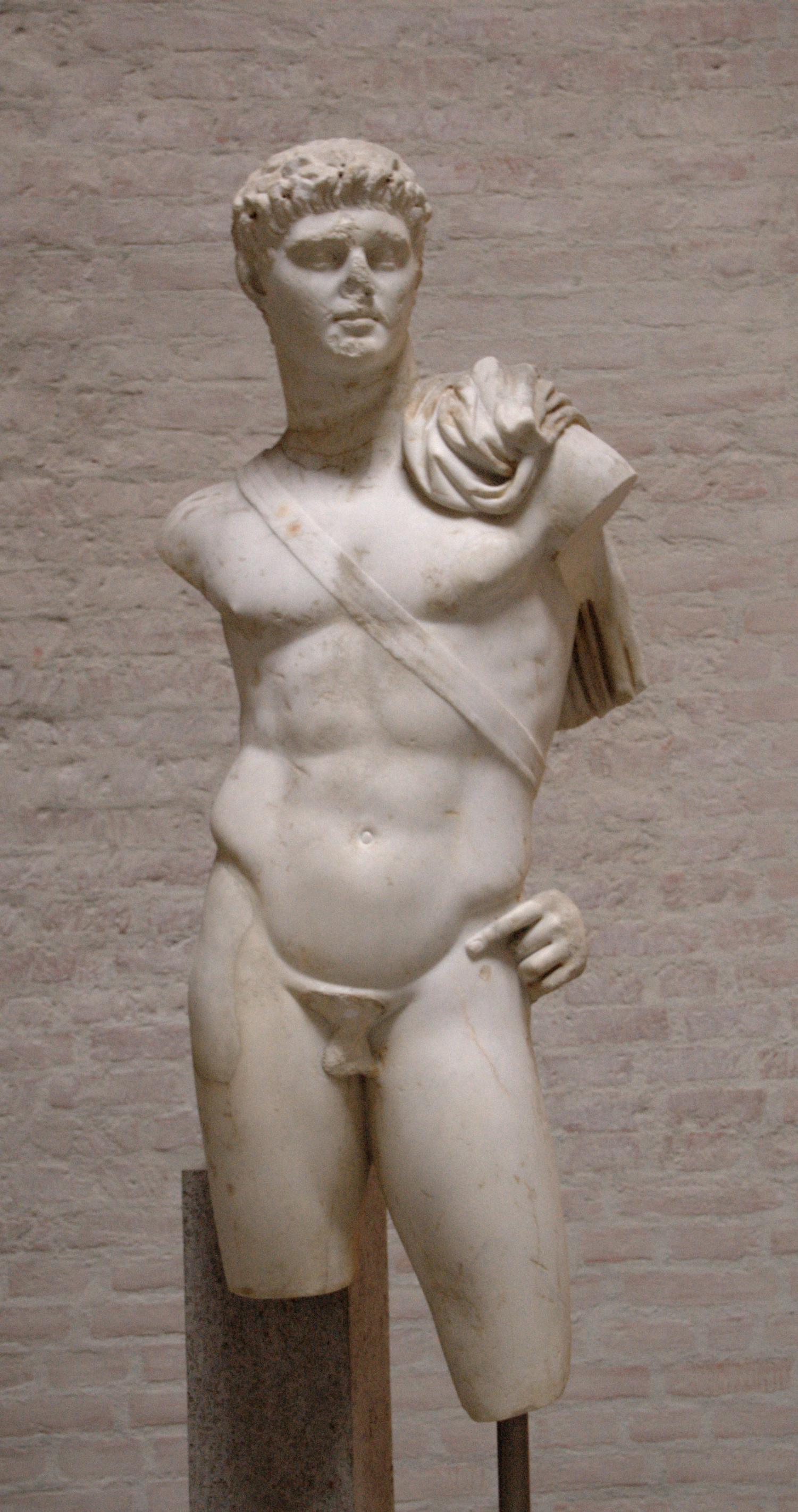
Домициан

## Античность вмюнхенском Ареале искусства
Собрание Глиптотеки дополняют античные вазы, изделия из бронзы и золота в Античном собрании. Произведения греко-римской скульптуры, появившиеся в Египте после его завоевания эллинами, находятся в Государственном музее египетского искусства. Копии знаменитых скульптур античности из других музеев мира размещаются в Музее копий классической скульптуры с восточной стороны площади Кёнигсплац.

## Временные экспозиции в Глиптотеке
- Bunte Götter